# Daniel Chávez
Daniel Chávez Castillo (Callao, 1988. január 8. –) perui labdarúgó, az Universidad César Vallejo csatára.

## Pályafutása

### A válogatottban
A válogatottban
2005-ben részt vett az U17-es világbajnokságon, ahol gólt szerzett Ghána ellen.
2008 óta perui válogatott játékos, 16 alkalommal lépett pályára a nemzeti csapatban, és játszott a 2010-es világbajnoki selejtezőkön (hat mérkőzésen is). Egyetlen válogatott gólját akkor szerezte amikor 2015. szeptember 4-én barátságos mérkőzésen szerepelt az Egyesült Államok ellen.